# Kaiser-Wilhelms-Bad

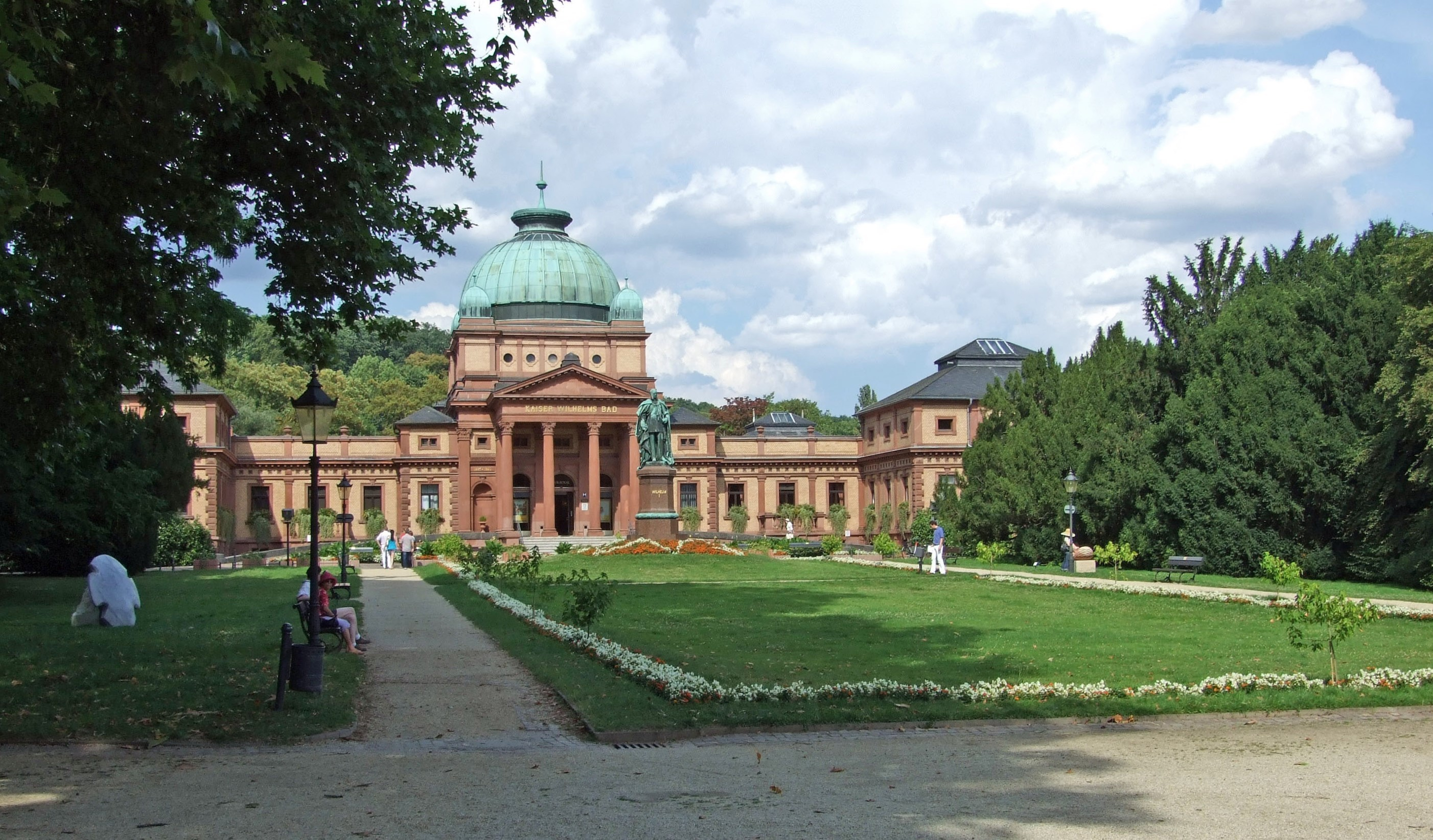
Kaiser-Wilhelms-Bad, davor das Kaiserdenkmal

Das Kaiser-Wilhelms-Bad ist ein 1890 eröffnetes Gebäude in Bad Homburg vor der Höhe. Das Badehaus steht im Kurpark direkt neben der bekannten Spielbank und nahe dem Elisabethenbrunnen. Es trägt seinen Namen zu Ehren des deutschen Kaisers Wilhelm I.

## Geschichte

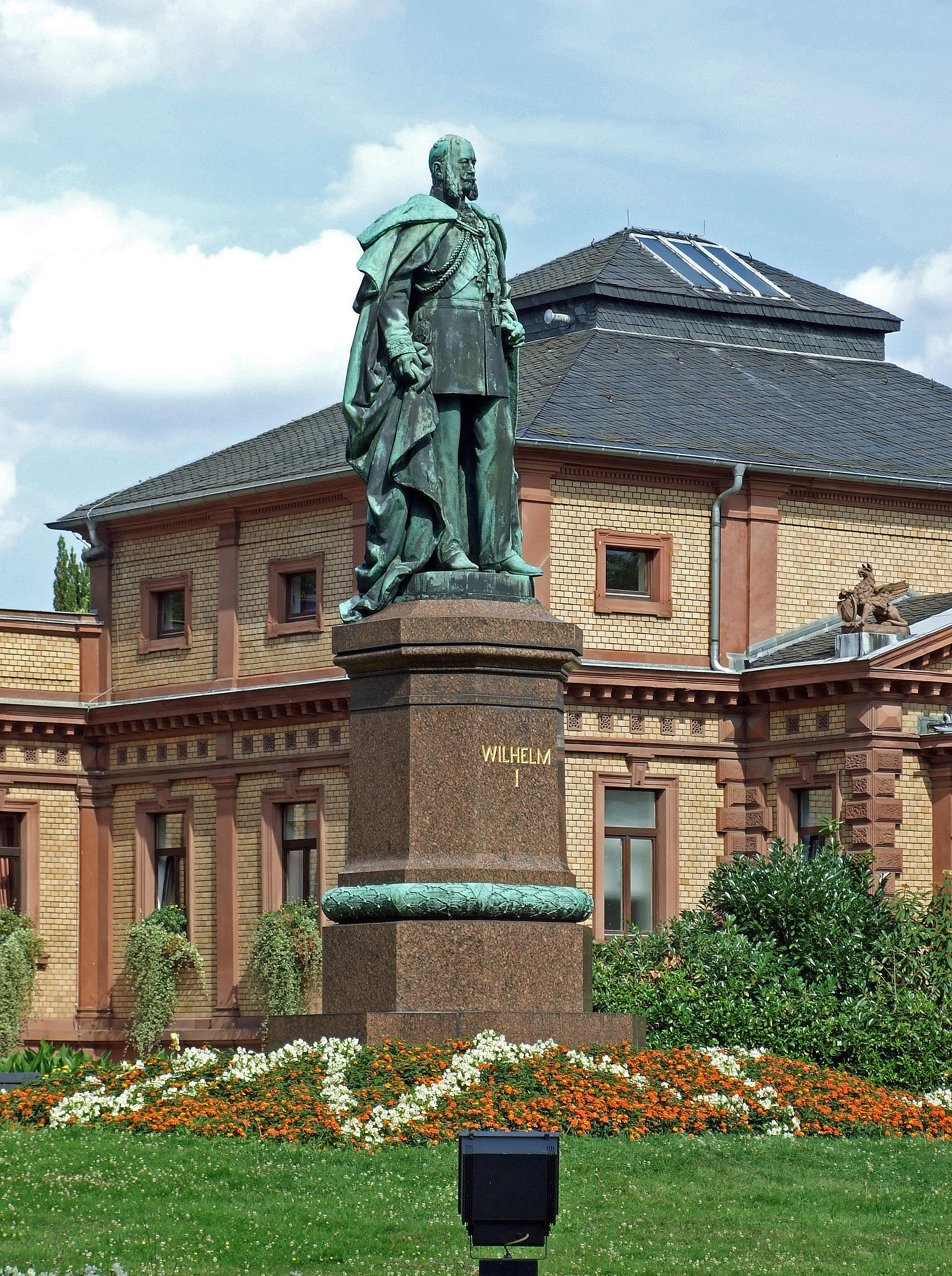
Denkmal des Namensgebers Kaiser Wilhelm I.

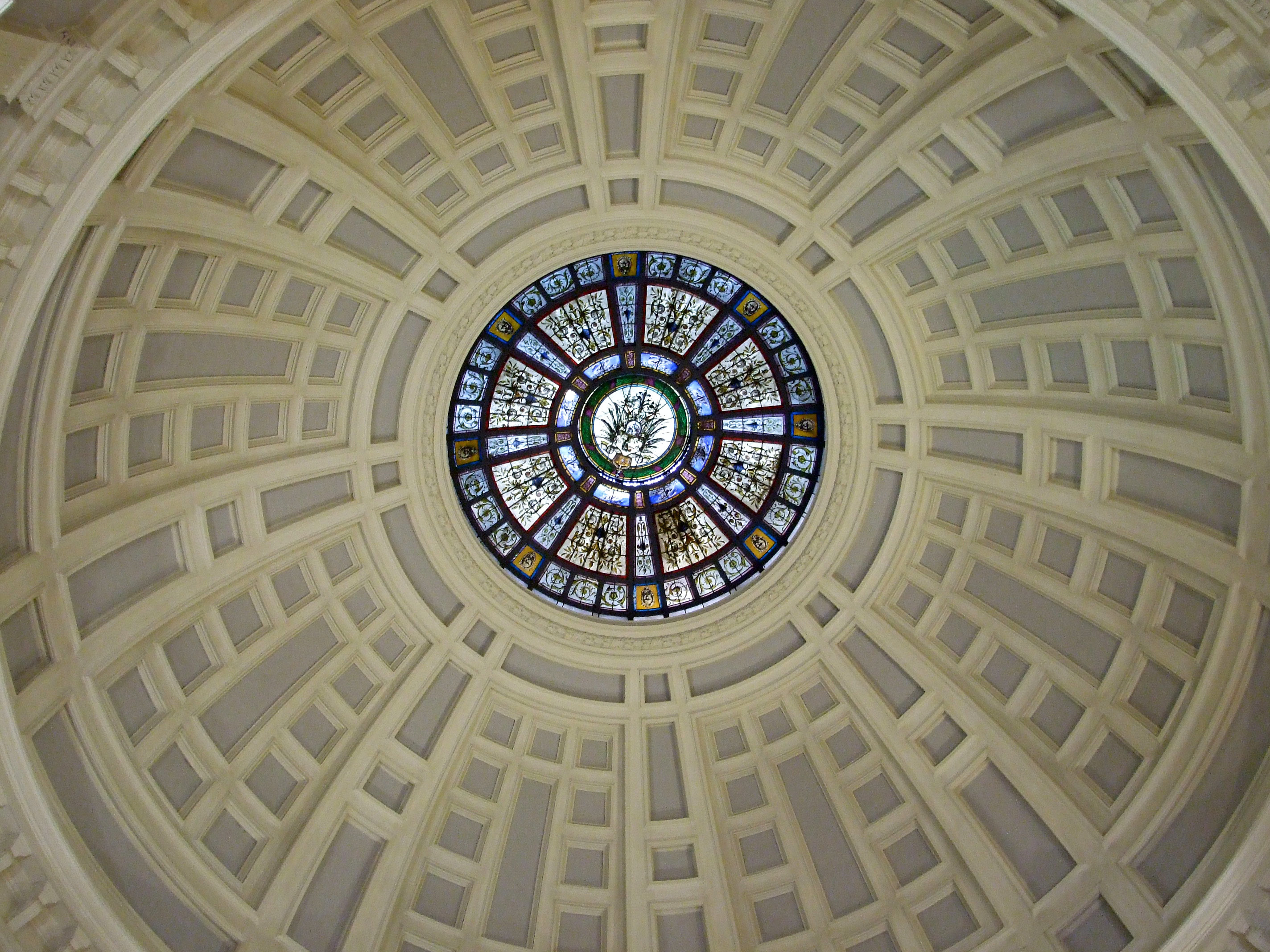
Eingangskuppel

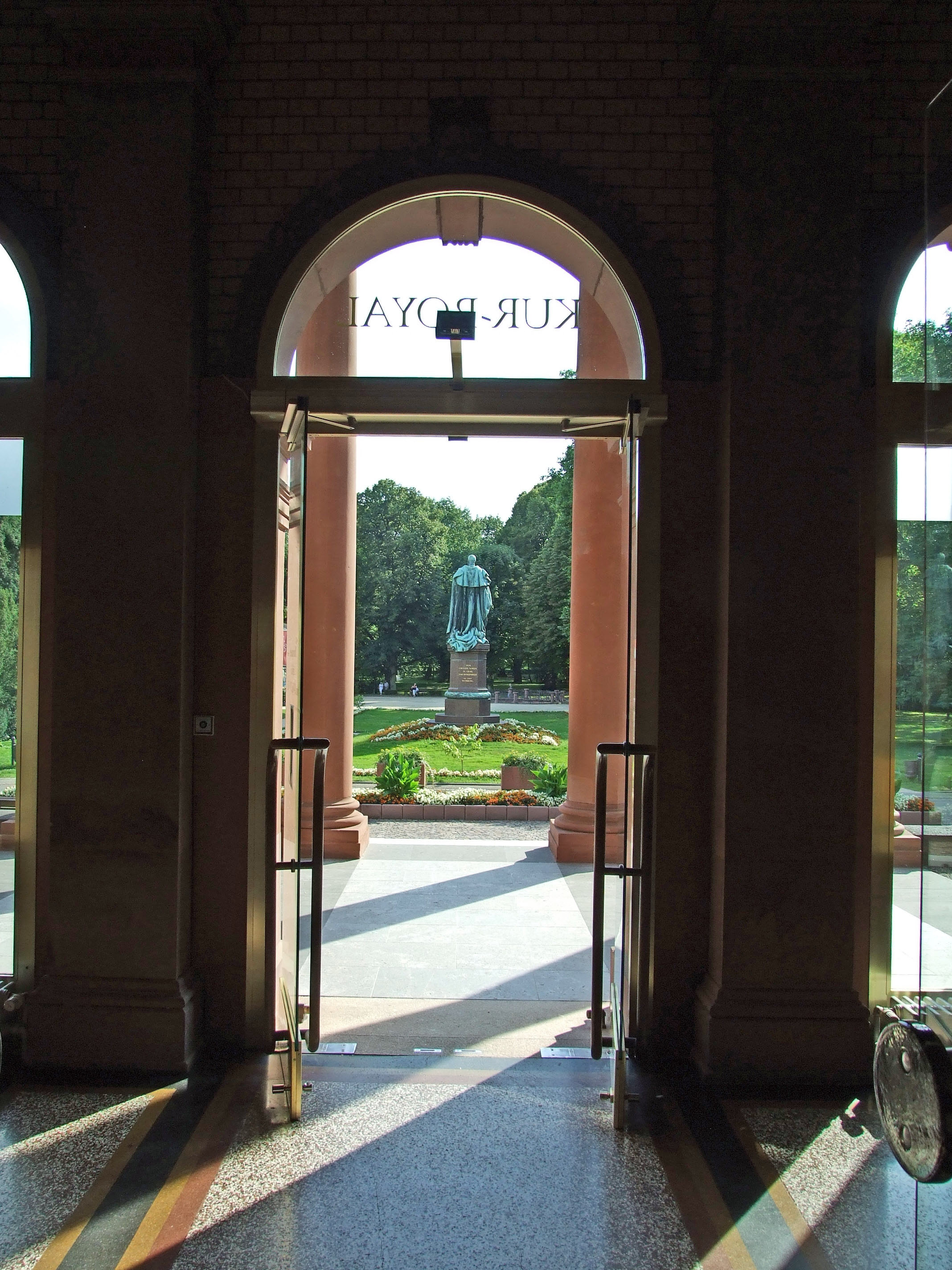
Eingang des Bades und Statue Kaiser Wilhelms I.

Louis Jacobi erbaute im Zeitraum 1887 bis 1890 das Kaiser-Wilhelms-Bad, das als Therapiehaus fungierte. Der frühere Name des Bades war Fürstenbad. Im Innern befinden sich weite, hohe Räume, die mit kostbaren Fliesen und Mosaiken ausgestattet sind. Einige bekannte Besucher des Fürstenbades waren Albert Eduard, Prince of Wales, Bismarck (1890) und König Chulalongkorn. Zu Letzterem, der dort eine Diätkur vom 15. August 1907 bis zum 22. September 1907 machte, heißt es in einem Bericht: „… In Bad Homburg fand am 20.9. die Feier des 54. Geburtstages des Königs von Siam statt. Eine Heilquelle, die seinen Namen tragen wird, ließ der König mit einem prächtigen Pavillon einfassen. Sie wird eine ‚Erinnerung an einen liebenswürdigen und freigebigen Monarchen‘ sein …“
Vor dem Eingang des Kaiser-Wilhelms-Bads befindet sich ein 3,50 Meter hohes Denkmal aus Bronze für Kaiser Wilhelm I. Der Sockel des am 10. September 1905 unter der Anwesenheit der kaiserlichen Familie eingeweihten und vom Künstler Fritz Gerth geschaffenen Denkmals besteht aus schwedischem rotem Granit.
Das Kaiser-Wilhelms-Bad wird seit einigen Jahren vom Unternehmen Kur- und Kongreß-GmbH – Kur-Royal betrieben.

## Namensvetter
In Berlin gab es im 19. Jahrhundert ebenfalls eine Badeanstalt, die ihren  Namen nach Kaiser Wilhelm erhalten hatte, sie befand sich in der Lützowstraße. Das Gebäude wurde 1901/1902 abgebrochen. Die Stadt verkaufte alle brauchbaren Grundmaterialien.